# Vitaliano Poselli

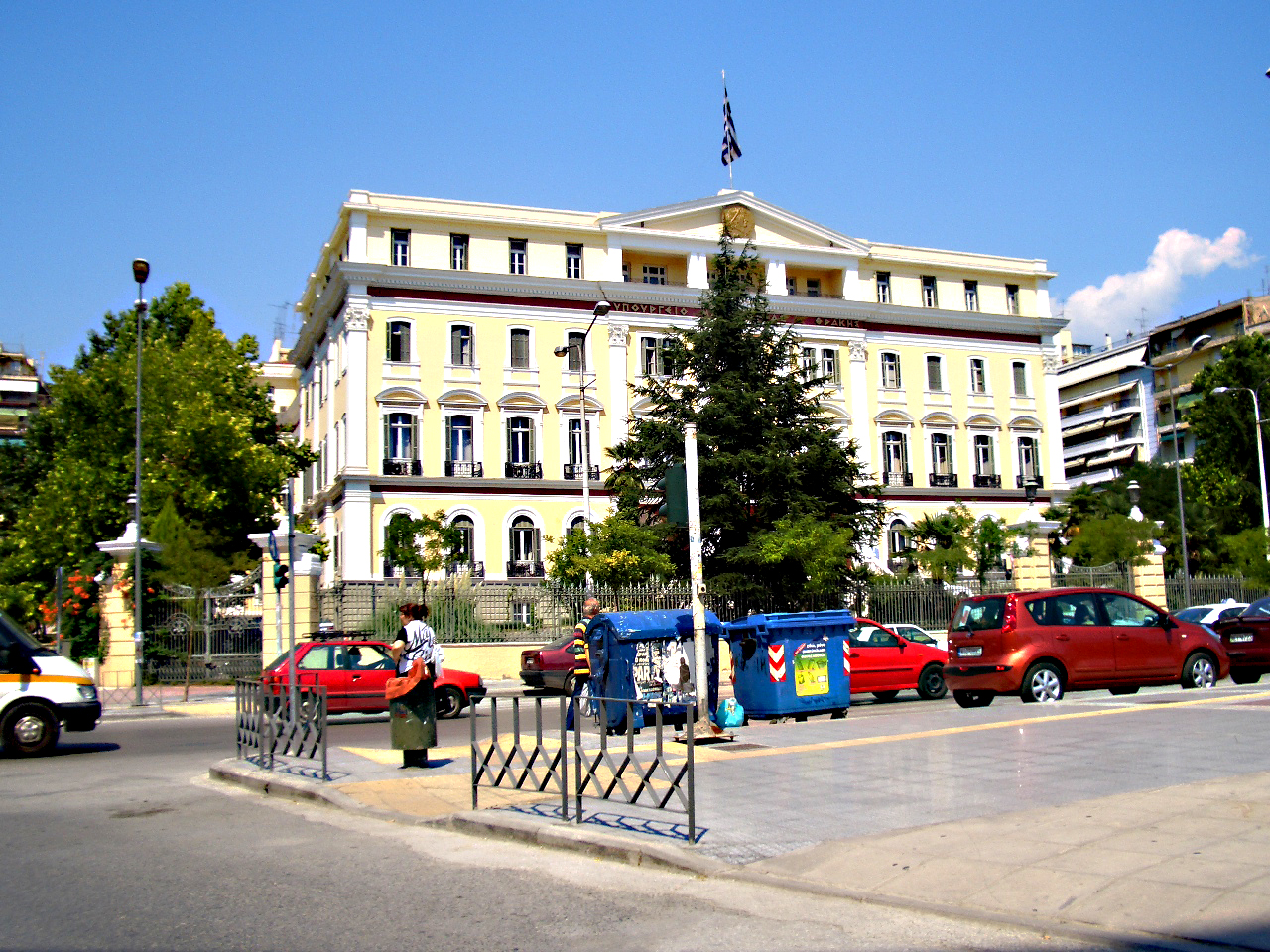
Der Sitz des Ministeriums für Makedonien-Thakien

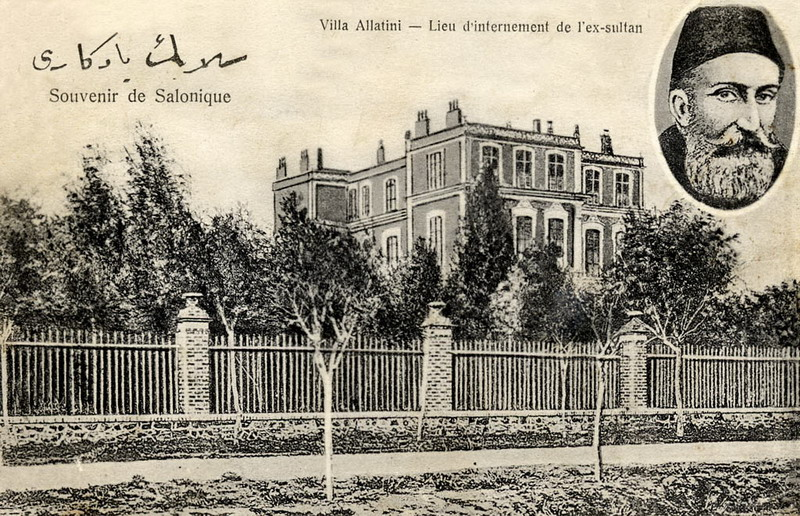
Zeitgenössische Postkarte der Villa Allatini in der Jungtürken den Sultan Abdul Hamid II festgehalten haben

Vitaliano Poselli (griechisch Βιταλιάνο Ποζέλι, * 1838; † 1918) war ein italienischer Architekt aus Sizilien, der in Thessaloniki tätig war. Die Gebäude sind dem Eklektizismus zuzuordnen und zitieren europäische ebenso wie islamische Architektur.

## Leben
Vitaliano Poselli wurde 1838 geboren und wuchs in Sizilien auf. Er wurde vom Sultan nach Konstantinopel geholt, 1885 zog er nach Thessaloniki und machte sich als Architekt selbstständig, bekam jedoch weiterhin auch öffentliche Aufträge. Ihm folgte um 1890 sein torinesischer Landsmann Pierro Arrigoni.

## Bauten (Auswahl)
- Karipion Melathron, Thessaloniki
- Villa Allatini, 1874 (für den Fabrikanten der gleichnamigen Fabrik)[2]
- „Diikitirio“ (Verwaltungsgebäude) für die osmanische Administration, heute das Ministerium für Makedonien-Thakien, 1891
- Allatini-Mühle
- Kirche der Jungfrau Maria, 1902–1903
- Yeni Cami in Thessaloniki (Moschee für die zum Islam übergetretenen sephardischen Juden), 1901–1902[3][1]
- Banque d’Athenes, heute Jüdisches Museum Thessaloniki, 1904
- Banque de Salonique, 1906–08

## Bibliografie
- Βασιλές Σ. Κολώνας, Λενα Γ. Παπαματθαιάκη: Ο αρχιτέκτονας Vitaliano Poselli. Το εργο τυ στε Θεσσαλονική τυ 19υ αιώνα. 2 εκδ. Παρατέρέτές, Θεσσαλονίκη 1980.